# Phreatia semiorbicularis
Phreatia semiorbicularis är en orkidéart som beskrevs av Johannes Jacobus Smith. Phreatia semiorbicularis ingår i släktet Phreatia och familjen orkidéer.

## Underarter
Arten delas in i följande underarter:
- P. s. angiensis
- P. s. semiorbicularis
- P. s. seramica